# Canis lupus albus
Il lupo grigio della tundra (Canis lupus albus), detto anche lupo grigio del Turuchan, è una sottospecie di lupo grigio indigeno delle zone di tundra e boscose dell'Eurasia, dalla Finlandia a Kamčatka. Fu prima descritto nel 1792 da Robert Kerr, che lo descrisse come un abitante della zona presso lo Enisej, e che avesse una peliccia molto pregiata.

## Descrizione
È una sottospecie grande, con i maschi adulti lunghi 118-137 cm e le femmine 112-136 cm. Sebbene spesso descritto come più grande del lupo grigio europeo, in realtà sono stati segnalati esemplari più grossi di quest'ultimo. Il peso medio è di 40-49 chili per i maschi e 36.6-41 chili per le femmine. Il peso più elevato rinvenuto fra 500 lupi abbattuti presso le penisole del Tajmyr e di Kanin nel 1951-1961 fu di un vecchio maschio ucciso a nord della Dudypta, pesante 52 chili. Il pelame è molto lungo, denso, e soffice, solitamente di colore grigio chiaro.

## Habitat
Si riposa generalmente nelle valli dei fiumi, nelle boscaglie e nelle radure. Nell'inverno, si ciba quasi esclusivamente degli esemplari femmine o giovani delle renne selvatiche e addomesticate, sebbene le volpi artiche e altri animali vengono talvolta cacciate. I contenuti degli stomaci di 74 lupi catturati nel Circondario autonomo dei Nenec durante gli anni cinquanta contenevano 93.1% resti riconducibili alle renne. Nell'estate, si ciba di uccelli e piccoli roditori, insieme ai cuccioli neonati delle renne.